# مجدل شمس
 مَجْدَل شَمْس هي أكبر القرى في الجولان السوري تقع على السفح الجنوبي لجبل الشيخ وتخضع حاليًا للاحتلال الإسرائيلي، ترتفع عن سطح البحر حوالي 1200 متر.
إبان الحكم العثماني كانت مجدل شمس مع سائر إقليم البلان تابعة لمحافظة جبل لبنان قضاء راشيّا، وبعد الانتداب الفرنسي أصبحت تابعة لمحافظة دمشق سوريا وبعد استقلال سوريا أصبحت القرية تابعة لمحافظة القنيطرة السّورية.
صُنِّفت مجدل شمس في العنقود الاجتماعي-الاقتصادي 3 (من 10) لعام 2019. عدد سكانها لعام 2021، هو 11,405 نسمة، 5,771 من الرجال و5,634 من النساء. نسبة الدروز من مجمل سكان البلدة تبلغ 99.9%. معدل الخصوبة في البلدة (معدل عدد الأطفال لكل امرأة)، صحيح لعام 2021، هو 1.91. صحيح لذات السنة، فإن الهجرة الكلية إلى البلدة إيجابية، ومساوية ل20 (أي الفرق بين المهاجرين إلى البلدة والخارجين منها).
بلغ عدد الطلاب في البلدة 2295 طالبًا في السنة الدراسية 2020-2021. نسبة حاملي شهادة البجروت من بين طلاب الصف الثاني عشر لذات السنة هي 83.9%. نسبة الطلاب الأكاديميين في البلدة هي 2.9%. في البلدة أربع مدارس، و70 صفًا.
وصلت نسبة التصويت للانتخابات الحلية في عام 2018 إلى 3.4%. وعدد أعضاء المجلس المحلي، صحيح لعام 2021، هو 11 عضوًا. أما عن معدّل الدخل الشهري، صحيح لسنة 2019، فهو 5,573 شيكل. 

## التّاريخ وأصول التّسمية
تسميتها تعود إلى العهد الفينيقي، وربّما مصدر التسمية هو بالآراميّة وتعني بالعربية «برج الشمس». وجدت في مجدل شمس آثار لمعبد فينيقي لتقديس إله الشمس ومعصرة زيتون، ويعتقد بأن الملك حيرام ملك صور هو من أمر ببناء معبد للشمس في هذا المكان بعد أن كان في رحلة صيد على جبل حرمون. وبعد العهد الفينيقي تحولت إلى خربة وبقيت مهجورة حتى أواخر القرن الثالث عشر الميلادي حيث وصل إليها عبر فلسطين ثلاثة إخوة من آل فرحات وهم من أصول مصرية، وبعد دخول المماليك بقيادة الظاهر بيبرس إلى مدينة صفد هاجرت بعض العائلات الأخرى من الدروز والمسيحيين الأرثوذكس إلى مجدل شمس وأكبر هذه العائلات كانت عائلة صفدي وعائلة شحاذه، وفي منتصف القرن الثامن عشر وصلت إلى مجدل شمس عشائر أخرى قادمة من جبل لبنان بعد خسارتها في معركة عين دارا والحرب الأهلية الدامية بين الشهابيين والمعنيين من دروز لبنان، وكان من أكبر تلك العشائر آل أبو صالح التي تعود أصولهم إلى حلب والقبائل الحمدانية، والآن عائلة أبوصالح هي أكبر العائلات في مجدل شمس.[بحاجة لمصدر]
هناك رواية أخرى ما زالت متوارثة على ألسنة السكان المحليين، وهي أن ثلاثة أخوة من آل فرحات لجأوا إلى جبل حرمون وسكنوا خربة مجدل شمس هاربين من منطقة الجليل في فلسطين بسبب قتل أحدهم رجلاً عن طريق الخطأ مما أجبرهم على الرحيل لتدارك ردة فعل أهل القتيل الذين سيسعون للثأر منهم.[بحاجة لمصدر]
هذه الرواية التي ما زالت حية ومتناقلة على لسان سكان المنطقة تُرجع وصول آل فرحات إلى مجدل شمس إلى الفترة الرومانية قبل الفتح الإسلامي، لأن منطقة جبل حرمون كانت قديماً إحدى مناطق اللجوء المتعارف عليها والتي جاء ذكرها في التوراة ونوه إليها عدد من المؤرخين القدامى مثل فلاويوس يوسيفوس وفيلو وغيرهم. وبحسب الرواية الشّعبيّة للسّكان المحليين فإن شجارًا حدث بين آل فرحات وآل أبوصالح، وبعد هذا الشّجار وتجنباً للمشاكل قام آل فرحات وعلى رأسهم إسماعيل فرحات واولاده بترك قرية مجدل الشمس وذهبوا هم ومؤيديهم إلى قرية بقعاثا الآن.[بحاجة لمصدر]

## الثّورة السّورية الكبرى
إبان الثورة السورية الكبرى (1925) ضد الاستعمار الفرنسي كانت مجدل شمس من أهم معاقل الثوار من الجولان وجبل لبنان بسبب موقعها الجبلي المحصن، وأحرقها الفرنسيون ثلاث مرات بمحاولة لردع أهلها من القتال. يذكرها القائد العام للثورة السورية الكبرى سلطان باشا الأطرش في مذكّراته بشكل مفصّل ويذكر حتّى شهداءها الذين ماتوا في سبيل الدفاع عن القرية وعن الاستقلال السّوري. وما يؤكّد على دور مجدل شمس المهم في الثّورة لاستقلال سوريا هو أن قائد اقليم البلّان كان أسعد كنج أبوصالح ابن قرية مجدل شمس.

## الاقتصاد والمعيشة
سكان مجدل شمس يعتمدون في معيشتهم على زراعة الخضار والفواكه وخاصة التفاح والكرز، بالإضافة إلى قطاع السّياحة والمطاعم والاعمال الحرّة.

## الاحتلال الإسرائيليّ
بعد حرب 1967 احتلت إسرائيل مرتفعات الجولان بما فيها مجدل شمس، حيث أن القرية ما زالت خاضعة للاحتلال. كانت مجدل شمس منذ الاحتلال عام 1967 حتّى عام 1982 تحت الحكم العسكريّ الإسرائيليّ، ومنذ 1982 وبموجب قرار ضم الجولان تحت الحكم المدنيّ. بعد الاحتلال بدأت «إسرائيل» ببناء المستوطنات اليهوديّة على الأراضي السّورية، وذلك بعد تهجير 163 قرية ومزرعة، بقي منها مجدل شمس ومسعدة وبقعاثا وعين قنية والغجر. يبلغ اليوم عدد اللّاجئين السّوريين (أو النّازحين) من الجولان المحتلّ قرابة 500,000، أي نصف مليون.
بحسب القانون الدولي ومنظمات حقوق الإنسان، تحسب مجدل شمس قرية سورية تحت الاحتلال الإسرائيلي، حيث يعتبر الحكم الإسرائيلي والقانون الإسرائيلي المطبّق في القرية غير شرعيّ ومخالف للقوانين الدوليّة، ويعتبر انتهاكًا لحقوق الإنسان.

### الاضراب الكبير و «الوثيقة الوطنيّة»
حاولت سلطة الاحتلال عام 1982، وبعد سن قانون ضم الجولان في الكنيست الإسرائيلي، فرض الجنسية الإسرائيلية بالقوة على سكانها وسكان القرى الأخرى في الجولان ولكنها فشلت بسبب «انتفاضة الهويّة» التي تعرف بالاضراب الكبير ضد هذا القرار. حيث قام سكّان القرية باعلان الاضراب المفتوح وبدأت المواجهات العنيفة بين جيش الاحتلال الذي استعمل أسلحة ثقيلة لقمع التظاهرات، حيث واجهه سكّان القرية بأجسادهم وبالحجارة والعصي. التفّ السكان آنذاك حول القيادة الروحية في الجولان، التي أصدرت فتوى بمقاطعة كل من يقبل الجنسية الإسرائيلية.

قامت القوات الإسرائيلية بمحاصرة قرى الجولان بهدف قمع الانتفاضة، وبشكل خاص قامت بمحاصرة مجدل شمس، كونها أكبر القرى. دام الحصار مدة تزيد على ستة أشهر حيث منع دخول الغذاء والدواء للمواطنين، بهدف التجويع وكسر الإرادة الشّعبيّة. وعلى الرّغم من الحصار، واصل سكّان مجدل شمس برفض مطالب الاحتلال ورفع العلم السّوري وإصدار وثيقة رسمية باسم جميع السكان يعلنون فيها تمسكهم بجنسيتهم العربية السورية ورفضهم للاحتلال. سميت هذه الوثيقة "الوثيقة الوطنية للمواطنين السّوريين في مرتفات الجولان السوريّة المحتلّة". هذا نص الوثيقة: 
"نحن المواطنين السوريين في المرتفعات السورية المحتلة، نرى لزامًا علينا أن نعلن لكل الجهات الرسمية والشعبية في العالم أجمع، ولمنظمة الأمم المتحدة ومؤسساتها، وللرأي العام العالميّ وكذلك الإسرائيليّ، ومن أجل الحقيقة والتّاريخ، بصراحة ووضوح تامين عن حقيقة موقفنا من الاحتلال الإسرائيلي ودأبه المستمر على ابتلاع شخصيتنا الوطنية، ومحاولته ضم الهضبة السورية المحتلة حينا وتطبيق القانوني علينا حينًا آخر، وجرّنا بطرق مختلفة للاندماج بالكيان الصّهيوني والانصهار في بوتقته، ولتجريدنا من جنسيّتنا العربيّة السّورية التي نعتز ونتشرف بالانتساب اليها ولا نريد عنها بديلاً، والتي ورثناها عن أجدادنا الكرام الذين تحدّرنا من أصلابهم وأخذنا عنهم لغتنا العربيّة التي نتكلّمها بكل فخر واعتزاز وليس لنا لغة قوميّة سواها. وأخذنا عنهم أراضينا الغزيزة على قلوبنا وورثناها أبًا عن جد منذ وجد الإنسان العربيّ في هذه البلاد قبل آلاف السّنين - أراضينا المجبولة بعرقنا وبدماء أهلنا وأسلافنا. حيث لم يقصّروا يومًا في الذود عنها وتحريرها من كل الغزاة والغاصبين على مرّ التّاريخ. والتي نقطع الوعد على أنفسنا أن نبقى ما حيينا أوفياء ومخلصين لما خلفوه لنا منها وأن لا نفرّط منها بشيء منه مهما طال زمن الاحتلال الإسرائيلي، ومهما قريت الضّغط علينا من السّلطة المحتلّة لاكراهنا أو اغرائنا لسلب جنسيتنا ولو كلّفنا ذلك أغلى التّضحيات. 
وهذا موقف من البديهيّ والطبيعيّ جدًا أن نقفه. وهو موقف كل شعب يتعرض كله أو جزء منه للاحتلال. وانطلاقًا من شعورنا بالمسؤوليّة التّاريخيّة الملقاة على عاتقنا تجاه أنفسنا وأبنائنا وأجيالنا القادمة أصدرنا هذه الوثيقة: 
1. هضبة الجولان المحتلة هي جزء لا يتجزّأ من سورية العربية.
2. الجنسية العربية السورية صفة حقيقية ملازمة لنا لا تزول وهي تنتقل من الآباء إلى الأبناء.
3. أراضينا هي ملكية مقدسة لأبناء مجتمعنا السوريين المحتلين. وكل مواطن تسوّل له نفسه أن يبيع أو يتنازل أو يتخلّى عن شبر منها للمحتلين الإسرائيليين يقترف جريمة كبرى بحق مجتمعنا وخيانة وطنيّة لا تغتفر.
4. لا نعترف بأي قرار تصدره إسرائيل من أجل ضمّنا للكيان الإسرائيلي ونرفض رفضًا قاطعًا قرارات الحكومة الإسرائيليّة الهادفة إلى سلبنا شخصيتنا العربية السورية.
5. لا نعترف بشرعيّة المجالس المحلية والمذهبية، لكونها عيّنت من قبل الحكم العسكري الإسرائيلي وتتلقّى تعليماتها منه، ورؤساء واعضاء هذه المجالس لا يمثلوننا بأي حال من الأحوال.
6. إن الاشخاص الرافضين للاحتلال من خلال مواقفهم الملموسة، والذين هم من كافة قطاعاتنا الاجتماعية، هم الجديرون والمؤهلون للإفصاح عما يختلج في ضمائر ونفوس أبناء مجتمعهم.
7. كل مواطن من هضبة الجولان السورية المحتلة تسول له نفسه استبدال جنسيته بالجنسية الإسرائيلية يسيء إلى كرامتنا العامة وإلى شرفنا الوطنيّ وإلى انتمائنا القومي وديننا وتقاليدنا ويعتبر خائنًا لبلادنا.
8. قررنا قرارًا لا رجعة فيه وهو: كل من يتجنّس بالجنسية الإسرائيلية، أو يخرج عن مضمون هذه الوثيقة، يكون منبوذًا ومطرودًا من ديننا ومن نسيجنا الاجتماعيّ ويحرّم التعامل معه إلى أن يقرّ بذنبه ويرجع عن خطئه ويطلب السماح من مجتمعه، ويستعيد اعتباره وجنسيته الحقيقية.
9. لقد اعتمدنا هذه الوثيقة، مستمدين العزم من تراثنا الروحي والقومي والإنساني الأصيل الذي يحضنا على حفظ الاخوان والأمر بالمعروف والنهي عن المنكر والوفاء العميق للوطن.

توقيع: جماهير الجولان السّوري المحتلّ، 25.3.1981"

### مواجهات مع قوّات الاحتلال
شهدت قرية مجدل شمس العشرات من المواجهات العنيفة مع قوات الشّرطة والجيش الإسرائيلي على مرّ السّنين; وتشكّل سياسات إسرائيل القمعيّة وممارساتها الغير قانونية الخلفيّة لاندلاع أغلبية هذه المواجهات. وأشهر هذه المواجهات هي الاضراب الكبير.
في شهر يوليو 2010، مثلاً، اضطرت الشرطة الإسرائيلية إلى الانسحاب من مجدل شمس إثر مواجهات مع الأهالي في محيط أحد المنازل الذي اقتحمته لتفتيشه. الاقتحام والتفتيش أغضبوا السكان مما دفعهم إلى محاصرة أفراد الشرطة واحتجازهم. احتجاز افراد الشرطة دفع الجيش الإسرائيلي للتدخل، وتم الإفراج عن أفراد الشرطة المحتجزين بعد أن حصل وجهاء القرية على ضمانات بعدم تكرار مثل هذه المداهمات من قبل الشرطة واحترام حرمة البيوت والسكان المدنيين.
ومن أشهر المواجهات الأخيرة كانت عام 2011 في يوم النّكبة ويوم النكسة، حيث قطع جموع من اللاجئين الفلسطينيين القاطنين في مخيّمات اللّجوء في سوريا منذ عام 1948 الشّريط الحديديّ الذي بنته إسرائيل بين مجدل شمس وباقي الأراضي السّورية. حاول الجيش الإسرائيلي قمع المظاهرات والاشتباكات بالرصاص الحيّ والقنابل المزيلة للدّموع وقنابل الصوت والقنابل اليدويّة، مما أدّى لمقتل 17 متظاهر ومتظاهرة، منهم أطفال قاصرين. نتيجة وقوف أهل القرية مع اللاجئين الفلسطينيين-السوريين الذين حاولوا العودة إلى اراضيهم المحتلّة، قامت «إسرائيل» باعتقال العشرات من أبناء مجدل شمس والقرى المحيطة بها.

### الثّورة السّورية (آذار 2011)
اندلاع المظاهرات في سوريا المطالبة باسقاط نظام الأسد عام 2011، وتطوّر مجرى الأمور إلى حرب دامية بين النّظام وحلفاءه من جهة، والمعارضة وفصائلها المسلّحة من جهة أخرى، لاقى صدى في قرى الجولان ومنها مجدل شمس. فقد انقسمت الحركة الوطنيّة في القرية بين المؤيّد لنظام بشّار الأسد، للمعارض للنّظام والمناصر للثّورة. أثّرت الأحداث في سورية على النّسيج الاجتماعي في القرية. أحيانًا تطوّرت هذه الانقسامات إلى اشتباكات عنيفة بالايادي والعصي بين المعارضين والمؤيدين في القرية.